# Ariandes
Ariandes (en llatí Aryandes, en grec antic Ἀρυάνδης) fou sàtrapa (governador) persa d'Egipte després del 530 aC (segurament prop del 522 aC) fins després del 510 aC. Cambises II de Pèrsia (530 aC–522 aC) el va nomenar per aquest càrrec
Darios I el Gran va anar a Egipte el 518 aC i va pacificar el país mig revoltat i que sembla que havia obligat a fugir a Ariandes, al que Darios va reinstal·lar en el seu càrrec i li va encarregar de compilar les lleis del país. El 513 aC Ariandes va enviar al rei un exèrcit per ajudar-lo en la seva campanya contra els escites.
Durant el seu govern és quan se suposa que Feretime, la mare d'Arcesilau III de Cirene, li va anar a demanar ajut per venjar la mort del seu fill (suposat amic dels perses) assassinat a la ciutat de Barca. Heròdot pensa que tot l'afer va ser un pretext per la invasió de la Cirenaica pels perses. Efectivament després de l'expedició es va crear la satrapia de Putaya (Libia)
Va emetre moneda de plata pura, imitant a Darios I el Gran que l'havia emes d'or, però el rei, indignat per la seva presumpció, el va fer matar acusat de traïció. La data d'aquest fet varia entre el 510 aC i el 492 aC i és considerat dubtós pels historiadors, ja que mai s'ha trobat cap dàric de plata fet per Ariandes. El va succeir Ferendates (Pherendates).